# 天宮神社
天宮神社（あめのみやじんじゃ）は、静岡県周智郡森町にある神社。旧社格は県社。

## 祭神
祭神は、道主貴（ミチヌシノムチ）と呼ばれる宗像三女神である。
- 田心姫命（タゴリヒメノミコト）
- 市杵島姫命（イチキシマヒメノミコト）
- 湍津姫命（タギツヒメノミコト）

## 歴史

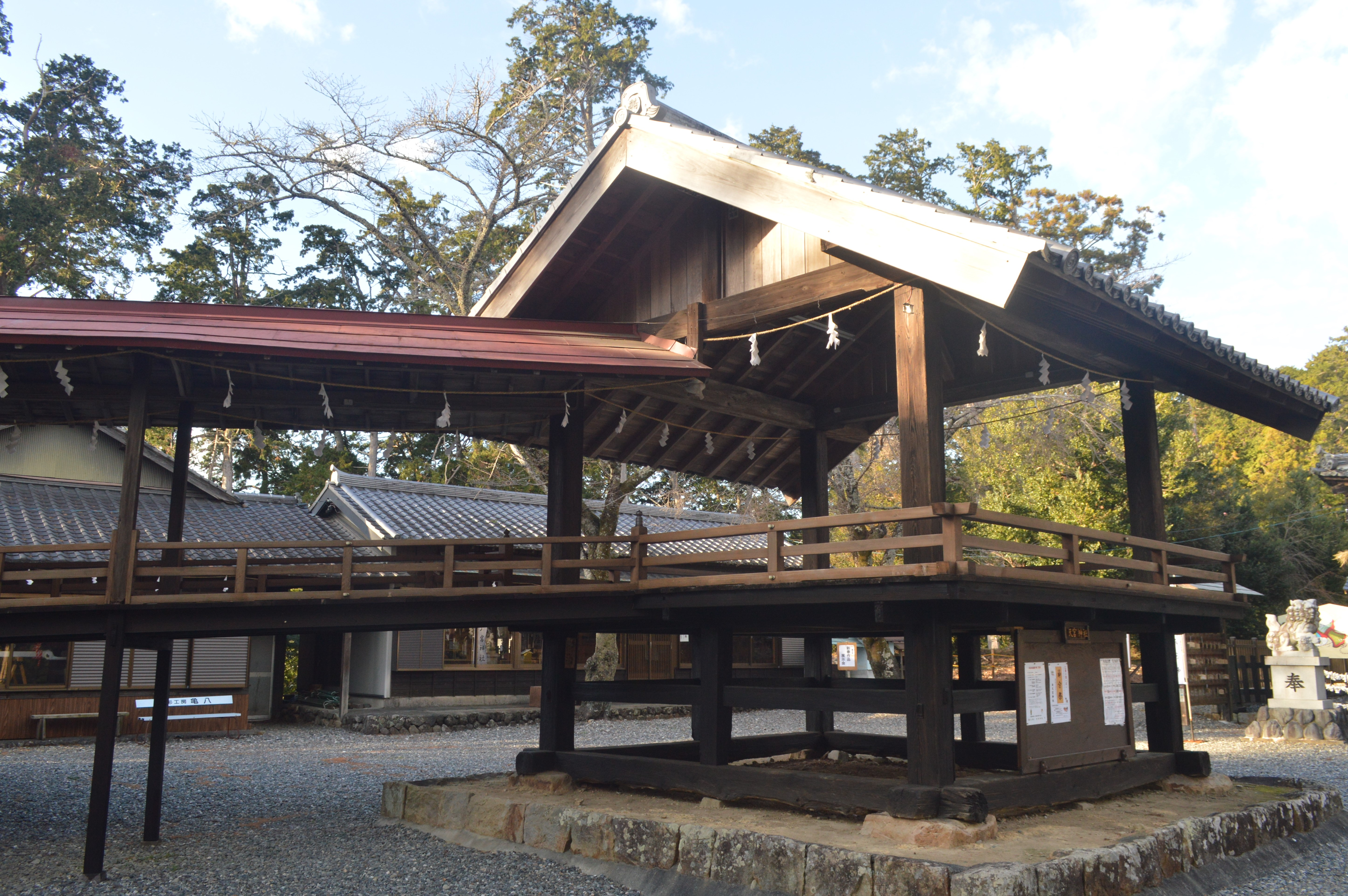
舞殿

社伝では第29代欽明天皇の時代、小碓命の子孫である太田君と森君の一族が、祖先の遺跡を探し歩きこの地を定めて、筑紫国から宗像大神の神霊を迎えて、鎮斎されたことにはじまるという。天宮神社の十二段舞楽は705年（慶雲2年）に都から神官として赴任していた藤原綾足が京の十二段の舞楽が奉納したことのが始まりと伝られている。江戸時代には66代神主である中村乗高が遠州地方の怪異譚を蒐集して『事実証談』を著した。現在は「遠江森町の舞楽」として国の重要無形民俗文化財に指定されている。

## 境内

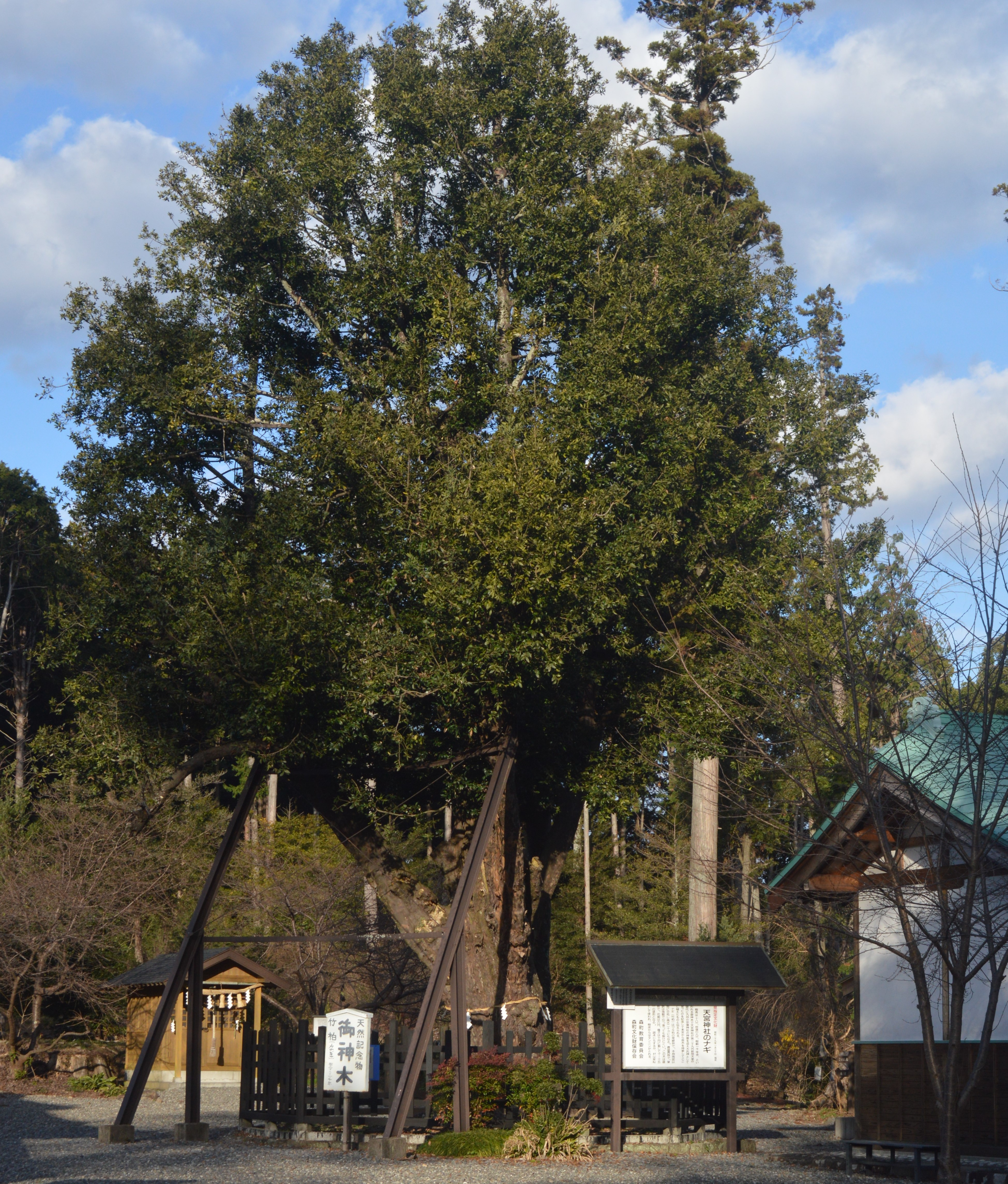
天宮神社のナギ

本殿の東側には神木のナギがあり、樹高は18メートルm、枝張りは9メートル、樹齢は1000年以上とされている。1954年（昭和29年）1月30日には「天宮神社のナギ」として静岡県天然記念物に指定された。本宮である宗像大社から分けられたと伝わっている。

## 現地情報
所在地
- 静岡県周智郡森町天宮576

交通アクセス
- 最寄駅：天竜浜名湖鉄道天竜浜名湖線 戸綿駅下車後、徒歩約分
- バス：秋葉バスサービス秋葉線、森町営バス吉川線「森中学校入口」停留所から徒歩約6分。（JR東海道線袋井駅から気多行バスで約40分。）

周辺
- 小国神社